# جی‌آربی ۹۷۰۵۰۸
جی‌آربی ۹۷۰۵۰۸ یک انفجار پرتو گاما بود که در ۸ مه ۱۹۹۷، در ساعت ۲۱:۴۲ به وقت لندن کشف شد. این انفجار در یک کهکشان بسیار دور قرار داشت و انرژی این انفجار نه تنها در طول موج پرتوهای گاما بلکه در طول موج‌های پرتو ایکس، فرابنفش، نور مرئی، فروسرخ و حتی موج‌های رادیویی نیز بود.